# Ole Einar Engeland Andersen
Ole Einar Engeland Andersen (Ingolstadt, 10 marzo 1999) è un hockeista su ghiaccio norvegese, milita come attaccante nell'Alba Volán Sportclub, squadra della ICE Hockey League, e nella Nazionale norvegese.

## Biografia
Figlio di Carl Oskar Bøe Andersen, è nato ad Ingolstadt nel periodo in cui il padre, anch'egli hockeista su ghiaccio, giocava per il locale ERC Ingolstadt.
A livello giovanile ha giocato in Norvegia e in Nord-America. Tornato in patria ha esordito tra i professionisti con lo Storhamar Ishockey (2020-2021) per passare poi allo Stjernen Hockey (2021-2023).
Nella stagione successiva ha giocato nella seconda serie svedese con l'AIK Ishockey per poi passare in ICE Hockey League, dapprima con la maglia del Val Pusteria (nella stagione 2024-2025), poi con quella del Fehérvár AV19.
Con la maglia della nazionale ha esordito nel 2021, prendendo anche parte ai mondiali del 2023.